# Don Stark
Donald (Don) Stark (New York, 1954) is een Amerikaanse acteur.

## Carrière
Stark was te zien in Amerikaanse televisieseries als Love, American Style. Ook is hij bekend als Bob Pinciotti, de vader van Donna Pinciotti (Laura Prepon) van That '70s Show. Stark was ook te gast bij Curb Your Enthusiasm en had een kleine rol in de Star Trek-film First Contact. Ook had hij een gastrol in een aflevering van Supernatural en een bijrol in Cory in the House als de gouverneur van Rusland.